# Peleteria lineata
Peleteria lineata är en tvåvingeart som först beskrevs av Blanchard 1943.  Peleteria lineata ingår i släktet Peleteria och familjen parasitflugor. Inga underarter finns listade i Catalogue of Life.